# Lucia Kimani
Lucia Kimani Mwahiki-Marčetić (ur. 21 czerwca 1980 roku w Kajiado) – bośniacka lekkoatletka pochodzenia kenijskiego specjalizująca się w biegach długodystansowych, uczestniczka igrzysk w Pekinie, Londynie, oraz w Rio de Janeiro. 

## Igrzyska olimpijskie
Podczas igrzysk w 2008 roku wzięła udział w biegu maratońskim kobiet. Zajęła tam 42. miejsce z czasem 2:35,47. W Londynie nie ukończyła biegu, zostając zdyskwalifikowaną w trakcie wyścigu. Na igrzyskach w Rio w 2016, także w biegu maratońskim, uzyskała czas 2:58:22 i zajęła 116. miejsce.